# فريز (فشارود)
فريز (بالفارسية: فریز) هي مستوطنة تقع في إيران في قسم فشارود الريفي. يقدر عدد سكانها بـ 46 نسمة .